# Bogdan Russew

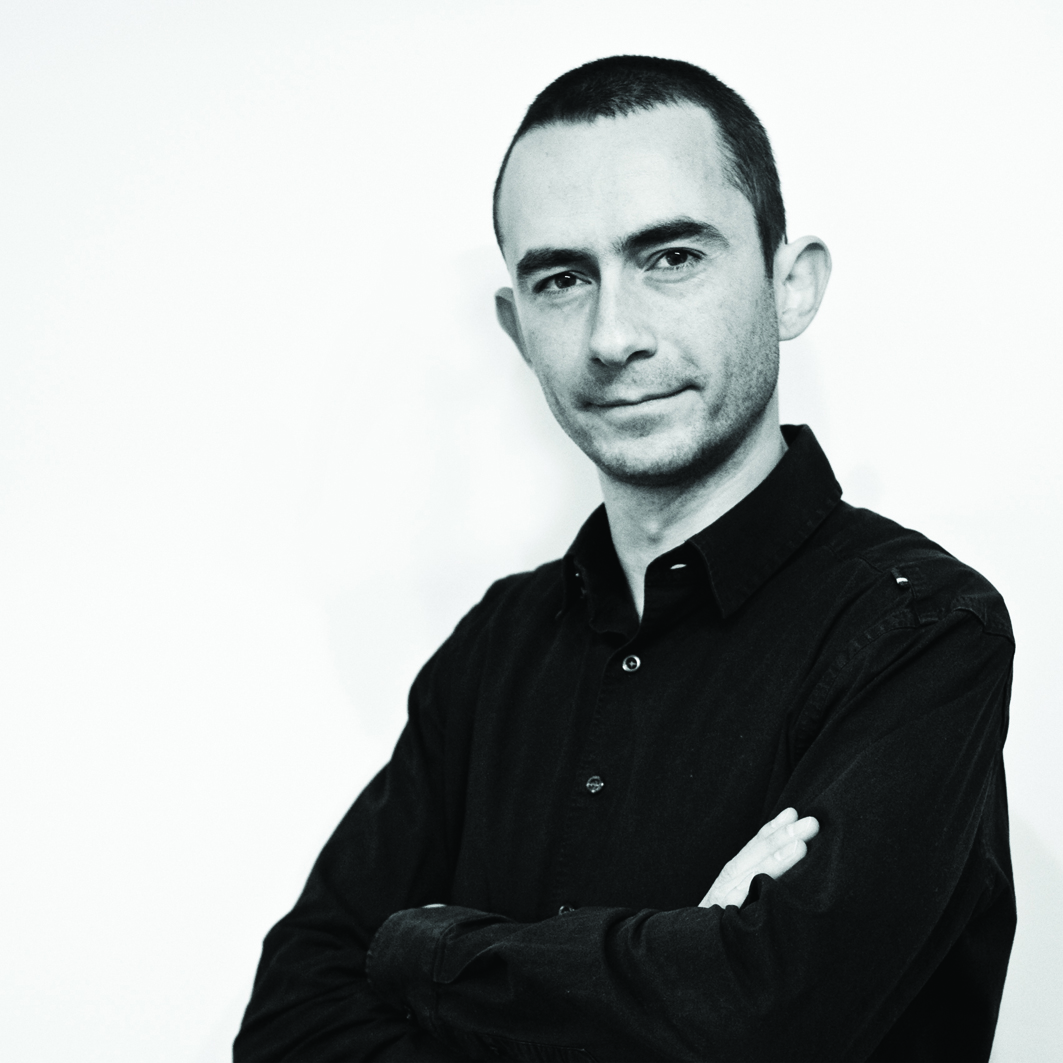
Bogdan Russew

Bogdan Russew (bulgarisch Богдан Русев; * 11. November 1975 in Sliwen) ist ein bulgarischer Schriftsteller. Er gehört zu den  Gegenwartsautoren des neuen Bulgarien. Russew ist Autor von Kurzgeschichtensammlungen, von Büchern für junge Leser sowie den Romanen Come to Me (2007), The House (2008), The Tourist (2010) und The Room (2014). Russews Kurzgeschichten erschienen  in Granta Magazin, dem Band Twenty Contemporary Bulgarian Storytellers und einer Anzahl  bulgarischer Publikationen.

## Leben
Russew schloss ein Studium der Anglistik und Amerikanistik an der Universität Sofia mit dem Magister Artium ab und spezialisierte sich im Anschluss am  King’s College London. Russew war Chefredakteur bei mehreren Zeitschriften und Kreativdirektor bei zwei Werbeagenturen. Er lebt heute als freier Schriftsteller und Übersetzer in Sofia.

## Schaffen
Die Kurzgeschichten von Bogdan Russew erschienen zunächst ab 1999 in  bulgarischen Medien. Die Bände Electrochakra (2001) und The Singles Collection (2009) fassen diese Publikationen zusammen. Die Bücher für junge Leser erschienen 2004 (12 Stories of Belegast, Fantasieabenteuer, erweiterte Ausgabe 2009) und 2012 (The Endless Road, Science-Fiction).
Sein erster Roman Come to Me erschien 2007. Er erzählt vom Erwachsenwerden im Bulgarien der 1990er Jahre, als nach dem Zusammenbruch des kommunistischen Regimes  fast eine Million junger Bulgaren ihrem Land den Rücken kehrten. Come to Me wird in den USA bei der Dalkey Archive Press zur Veröffentlichung vorbereitet. 
Es folgte The House in 2008, ein Kriminalroman um den ehemaligen Klatschkolumnisten und selbsternannten Privatdetektiv Niki Valkov. Niki untersucht den Mordversuch am Filmsternchen Nicoletta, der während einer Big-Brother-Sendung quasi vor laufender Kamera verübt wird. The House erschien 2015 unter dem Titel Koma Prinzessin bei Louisoder, München.
Sein dritter Roman The Tourist erschien 2010. Es ist die Geschichte eines Mannes, der um die Welt reist, um Hotelbewertungen zu schreiben – eine Tarnbeschäftigung für seine eigentliche Arbeit: die Unterstützung von Menschen, die ihrem Leben ein Ende setzen wollen. Die Hauptfigur bleibt während des gesamten Romans namenlos und es gibt keinen Dialog – alle Unterhaltungen werden so neutral wie möglich wiedergegeben, um eine dunkel-komische Atmosphäre der kompletten Entfremdung zu erreichen. Eine erweiterte, überarbeitete Version des Romans wird auf Englisch als A Tourist, He Thought bei Austin Macauley Publishers, London, erscheinen.
Sein  Roman The Room, erschien 2014 als Folgeroman zu The House. In The Room untersucht Niki Valkov das Verschwinden einer jungen Frau, die in einem Chatroom für Erwachsene arbeitet. 

## Werke
- 2001: Electrochakra (Kurzgeschichten)
- 2004: 12 Stories of Belegast (Fantasieabenteuer)
- 2007: Come to Me (Roman)
- 2008: The House (Roman)
- 2009: The Singles Collection (Kurzgeschichten)
- 2010: The Tourist (Roman)
- 2012: The Endless Road (Science-Fiction)
- 2014: The Room (Roman)
- 2015: Koma Prinzessin (deutsche Übersetzung des Romans The House)